# 埃吉爾·斯卡德拉格里姆松
埃吉爾·斯卡德拉格里姆松（發音：[ˈeɣelː ˈskɑlːɑˌɡriːmsˌson]，现代冰岛语发音：[ˈeijɪtl̥ ˈskatlaˌkrimsˌsɔːn]；约904年—约995年），維京時代吟唱詩人（Skald）、戰士，冰島文學偉大的反英雄。

## 詩
埃吉爾·斯卡德拉格里姆松是首位在古諾爾斯語詩句中使用「end rhyme」的詩人。